# 13. Jahrhundert
Portal Geschichte | Portal Biografien | Aktuelle Ereignisse | Jahreskalender | Tagesartikel

◄ |
11. Jh. |
12. Jh. |
13. Jahrhundert
| 14. Jh.
| 15. Jh.
| ►

1200er |
1210er |
1220er |
1230er |
1240er |
1250er |
1260er |
1270er |
1280er |
1290er
Das 13. Jahrhundert begann am 1. Januar 1201 und endete am 31. Dezember 1300. Die Weltbevölkerung in diesem Jahrhundert wird auf 360 bis 443 Millionen Menschen geschätzt. Große Teile Europas und Asiens wurden durch die Expansion der Mongolen Teil des größten Landreichs der Weltgeschichte, des Mongolischen Reiches. Neben großen Opfern und Zerstörungen wurde der Austausch von Waren und Ideen zwischen Europa, dem Orient und Ostasien stark gefördert. Auch die bisher in mehreren Reichen lebende chinesische Gesellschaft wurde bis 1279 im mongolischen Reich vereint. Der erste nicht-chinesische Kaiser auf dem Drachenthron regierte durch ein System der Kontrolle und strikten sozialen Schichtung. Weiter südlich konnte das Khmer-Reich zwar die mongolischen Angriffe durch Tributzahlungen abwehren, die Folgen, sowie hohe Aufwendungen für Infrastruktur, belasteten das Reich jedoch stark. 
Der andere bedeutende Einschnitt in Asien war die Herrschaftsübernahme der Sultane von Delhi. Mit ihr begann eine Phase, in der muslimische Herrscher über große Teile des vorwiegend hinduistisch geprägten indischen Subkontinents herrschten. An der Schnittstelle Asiens und Afrikas etablierten die ägyptischen Mamluken ihre mehr als 250-jährige Herrschaft über eine bedeutende Regionalmacht. Prägend für Europa waren die Kreuzzüge, die sich sowohl nach innen als auch nach außen richteten. Frankreich gewann an Bedeutung, während das römisch-deutsche Kaisertum stark an Relevanz verlor. Der wirtschaftliche Aufschwung und der gesellschaftliche Differenzierungsprozess setzten sich in diesem Jahrhundert fort.

## Europa

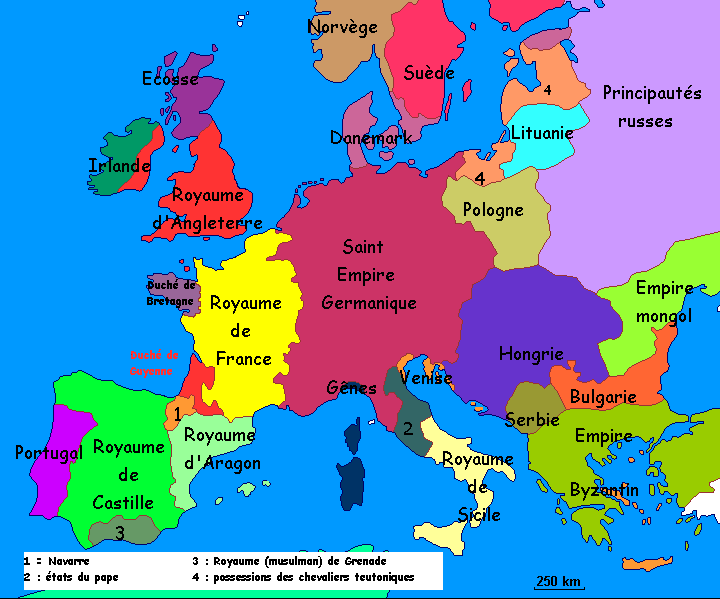
Europa im 13. Jahrhundert

Im 13. Jahrhundert endete in Europa das Hochmittelalter und das Spätmittelalter begann. Der Kontinent teilte sich in zahlreiche Herrschaftsgebiete, die durch das römisch-katholische Christentum geprägt waren. Einerseits erweiterten die Europäer durch die Kreuzzüge ihren Blickwinkel, andererseits grenzte sich die christliche Mehrheit von anderen Gruppen schärfer ab.

### Zentraleuropa

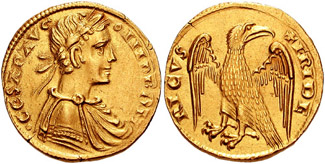
Augustalis Münze von Kaiser Friedrich II.

Zentraleuropa wurde dominiert vom Heiligen Römischen Reich. Dieses wurde von einem immer schwächer werdenden Königtum regiert, während die Eigenständigkeit der Territorien innerhalb des Reiches im Laufe des Jahrhunderts kontinuierlich größer wurde. Diese kämpften untereinander in zahlreichen militärischen Auseinandersetzungen um eine bessere Machtposition. Eine kleine Zahl der Fürsten, die Kurfürsten, setzten im 13. Jahrhundert die Gewohnheit durch, dass nur sie den römisch-deutschen König wählen durften.
Das Jahrhundert begann mit dem Deutschen Thronstreit, den der Staufer Philipp von Schwaben und der Welfe König Otto IV. um das Königsamt ausfochten. Doch keiner der Streitenden, sondern Friedrich II. setzte sich in den 1210er Jahren als römisch-deutscher König durch. Der letzte große staufische Herrscher führte regelmäßige Auseinandersetzungen mit den Päpsten. Diese befürchteten einen Machtverlust unter anderem durch eine Vereinigung von Friedrichs Erbreich Sizilien und dem Heiligen Römischen Reich. Ein Anliegen des Königs und späteren Kaisers war die Stärkung der Königsmacht, doch die Zentralisierung seiner Herrschaft durch Bürokratie und Recht erreichte Friedrich nur in Sizilien. Die von seinem Sohn Heinrich (VII.) versuchte reichsweite Stärkung der Königsstellung scheiterte, so dass Friedrich den Reichsfürsten im Statutum in favorem principum umfangreiche Zugeständnisse machen musste. Zum Ende seiner Herrschaft hatte er mit seiner Absetzung durch den Papst und Gegenkönigen zu kämpfen. Friedrichs Tod im Jahr 1250 folgte eine Periode von machtlosen Königen, die Interregnum genannt wird. Erst der im Jahr 1271 gewählte König Rudolf von Habsburg konnte sich durch seine Hausmachtpolitik als Monarch gegenüber den Fürsten behaupten. Zu den nachhaltigsten Leistungen Rudolfs gehörte die Errichtung der habsburgischen Hausmacht in Österreich. Im Gegensatz dazu konnte er seinen Sohn als Nachfolger im Amt des römisch-deutschen Königs jedoch nicht durchsetzen.
Wie andere Territorien wollten einige Schweizer Talschaften vor dem Hintergrund der wechselnden Herrschaftsverhältnisse ihre Rechte sichern. Deshalb verfassten sie den Bundesbrief von 1291, der den Beginn einer über ein Jahrhundert dauernden Auseinandersetzung mit dem Hause Habsburg markierte, an dessen Ende die Unabhängigkeit der alten Schweizer Eidgenossenschaft stand.

### Westeuropa

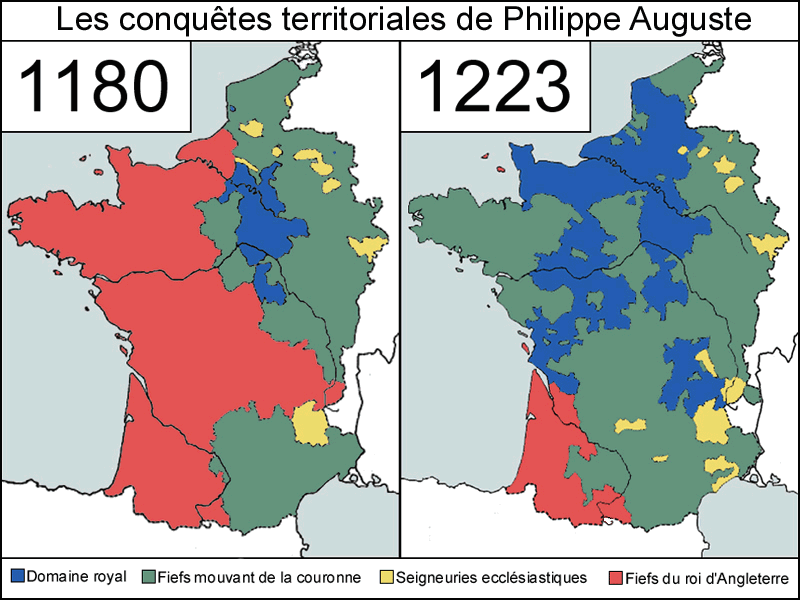
Die französische Krondomäne (blau) vor und nach der Regierung Philipp August
Lehen der Plantagenets in Rot, weitere Vasallen in Grün

Westeuropa, insbesondere Frankreich, gewann in diesem Jahrhundert zunehmend an Bedeutung. Die französischen Könige dehnten ihre Macht über viele Reichsteile aus, über die sie bisher nur formell herrschten. Der Sieg in der Schlacht bei Bouvines im Jahr 1214 beendete faktisch einen Prozess, durch den die englischen Könige und Adeligen nahezu vollständig aus Frankreich gedrängt wurden. Die Normandie wurde zum Teil der Krondomäne zugeschlagen, zum Teil an loyale Vasallen vergeben. In den folgenden Jahren schloss sich die französische Königsfamilie dem Albigenserkreuzzug an. Diesen nutzte sie, um die meisten katharischen Gemeinden zu zerstören und durch die Entmachtung und Auswechselung der Adelsschicht in der Provence und im Languedoc ihre Herrschaft auf diesen Bereich auszudehnen. Als Folge ihrer Politik verdrängte in Südfrankreich das Nordfranzösische Okzitanisch als Schriftsprache. Ihre Stärke erlaubte es den französischen Königen, den Kapetingern, ihr Königtum erblich zu machen. Auch die französischen Lehnsfürstentümer wurden erblich. Zum Ende des Jahrhunderts postulierten die Kapetinger dann den königlichen Vorrang gegenüber den Amtsträgern der französischen Kirche und lösten damit einen offenen Konflikt mit dem Papst aus. Das Scheitern der von König Ludwig IX. durchgeführten Kreuzzüge, der sechste und siebte Orientkreuzzug, hinderte das französische Königtum nicht an seiner Machtentfaltung.
England war ein Rivale Frankreichs. Im Jahr 1215 konnten die englischen Barone gegenüber dem durch die Niederlage in Frankreich geschwächten König Johann weitreichende Rechte durchsetzen, die er in der Magna Carta beurkundete. Auch Johanns Nachfolger Heinrich III. konnte sich nicht gegen die Adelsopposition durchsetzen. Die Auseinandersetzungen mündeten im Jahr 1264 in einen Bürgerkrieg. Im Zuge der Auseinandersetzungen mit den Baronen kam es zur Verstetigung des Parlaments ab der Mitte dieses Jahrhunderts. In den letzten Jahrzehnten des Jahrhunderts eroberte König Eduard I., der mehr Autorität als sein Vater hatte, Wales und unterstellte es der englischen Krone. Seine Invasion Schottlands zum Ende des Jahrhunderts scheiterte schließlich 1328 durch die englische Niederlage im ersten schottischen Unabhängigkeitskrieg.

### Mittel- und Osteuropa
Östlich der Oder rivalisierten mehrere christliche polnische Herzogtümer miteinander. Viele Menschen, die an der nördlich von ihnen gelegenen Ostseeküste lebten, waren zu Beginn des Jahrhunderts noch Anhänger ethnischer Religionen. Im Laufe des 13. Jahrhunderts unterwarfen Kreuzfahrer diese und bekehrten sie gewaltsam zum Christentum. An die Spitze dieser Bewegung setzte sich der Deutsche Orden, der das Volk der Pruzzen unterwarf und auf ihrem Gebiet den Deutschordensstaat errichtete. Im weiteren Verlauf hatte der Orden im Baltikum Erfolge. Die Niederlage in der Schlacht auf dem Peipussee im Jahr 1242 gegen mehrere russische Fürstentümer markierte hingegen das Ende einer weiteren Ostexpansion. Durch die Migration deutscher Siedler in den Deutschordensstaat, die polnischen Fürstentümer und Böhmen, die Deutsche Ostsiedlung, kam es in diesen Gebieten zu einem Kultur- und Wissenstransfer und zahlreichen Städtegründungen.
Prägend für das Europa östlich der Oder waren die in den 1230er Jahren einsetzenden Überfälle und Eroberungen der Mongolen. Hatten die polnischen, schlesischen, und ungarischen Gebiete ausschließlich unter den Angriffen und Raubzügen der Mongolen zu leiden, so zwangen die Mongolen die russischen Fürstentümer zur Unterwerfung und Tributzahlung. Die Herrscher der Goldenen Horde, einem mongolischen Teilreich, übten von der Stadt Sarai an der unteren Wolga eine Oberherrschaft über die russischen Fürsten aus. In die innere Struktur der Fürstentümer, insbesondere die Stellung und das Vermögen der russisch-orthodoxen Kirche, griffen sie nicht ein.

### Südeuropa
Auf der Iberischen Halbinsel errangen die christlichen Reiche im Jahr 1212 in der Schlacht bei Las Navas de Tolosa einen entscheidenden Sieg über das Reich der muslimischen Almohaden. Nach der Niederlage zerbrach ihr Reich Al-Andalus, das sich auf den Süden der Halbinsel erstreckte, in zahlreiche kleine Taifa-Königreiche. Bis zur Mitte des Jahrhunderts eroberten die christlichen Reiche fast alle Taifas und schlossen die Reconquista genannte Rückeroberung der Iberischen Halbinsel von muslimischer Herrschaft vorläufig ab. Als einzige Taifa entging das Emirat von Granada der vollständigen Eroberung, indem es sich dem König von Kastilien unterstellte. Weitergehende Versuche Kastiliens, das sich zuvor endgültig mit dem Königreich León vereinigt hatte, den Maghreb zu erobern, scheiterten.
Die Italienische Halbinsel teilte sich in drei unterschiedlich strukturierte Regionen, das Königreich Sizilien, den Kirchenstaat und Norditalien. Letztere gehörte zum Heiligen Römischen Reich, doch waren zahlreiche Gebiete und Städte insbesondere in der zweiten Jahrhunderthälfte weitgehend unabhängig. Zu den Städten gehörten die rivalisierenden Seehandelsrepubliken Venedig und Genua, die beide einen großen Teil des Mittelmeerhandels kontrollierten. Ihren Reichtum erzielten sie durch eigenes Gewerbe und als Im- und Exporteure für den europäischen Kontinent.
Das Königreich Sizilien, das das süditalienische Festland einschloss, wurde in der ersten Jahrhunderthälfte von den Staufern regiert und über diese mit dem Heiligen Römischen Reich verbunden. Insbesondere Kaiser Friedrich II. organisierte das Königreich als ein hierarchisches und bürokratisches Reich. Die Konstitutionen von Melfi erhöhten die Rechtssicherheit. Nach den Staufern fiel ganz Süditalien zunächst an das französische Haus Anjou. Peter III., der König des katalanischen Aragons, nutzte den als Sizilianische Vesper bekannten Aufstand gegen das Haus Anjou aus, um auf der Insel Sizilien die Macht zu erlangen. Damit konnte Aragon seine Seeherrschaft im westlichen Mittelmeer sichern.
Mit dem zu Beginn des Jahrhunderts amtierenden Papst Innozenz III. erreichte die päpstliche Macht im Mittelalter ihren Höhepunkt. Er und die folgenden Päpste machten den Kirchenstaat zur stärksten Territorialmacht in Mittelitalien. Zugleich forderten die Päpste die Oberhoheit, Suprematie, über die weltlichen Regenten, was sich zum Beispiel in der Forderung nach einem Mitspracherecht bei der Wahl des Römisch-Deutschen Königs konkretisierte. Im Laufe des Jahrhunderts wurde diese päpstliche Forderung von England und Frankreich immer erfolgreicher abgewehrt. Letztes baute im Gegenzug einen Einfluss in Italien und auf das Papsttum weiter aus.

### Südosteuropa

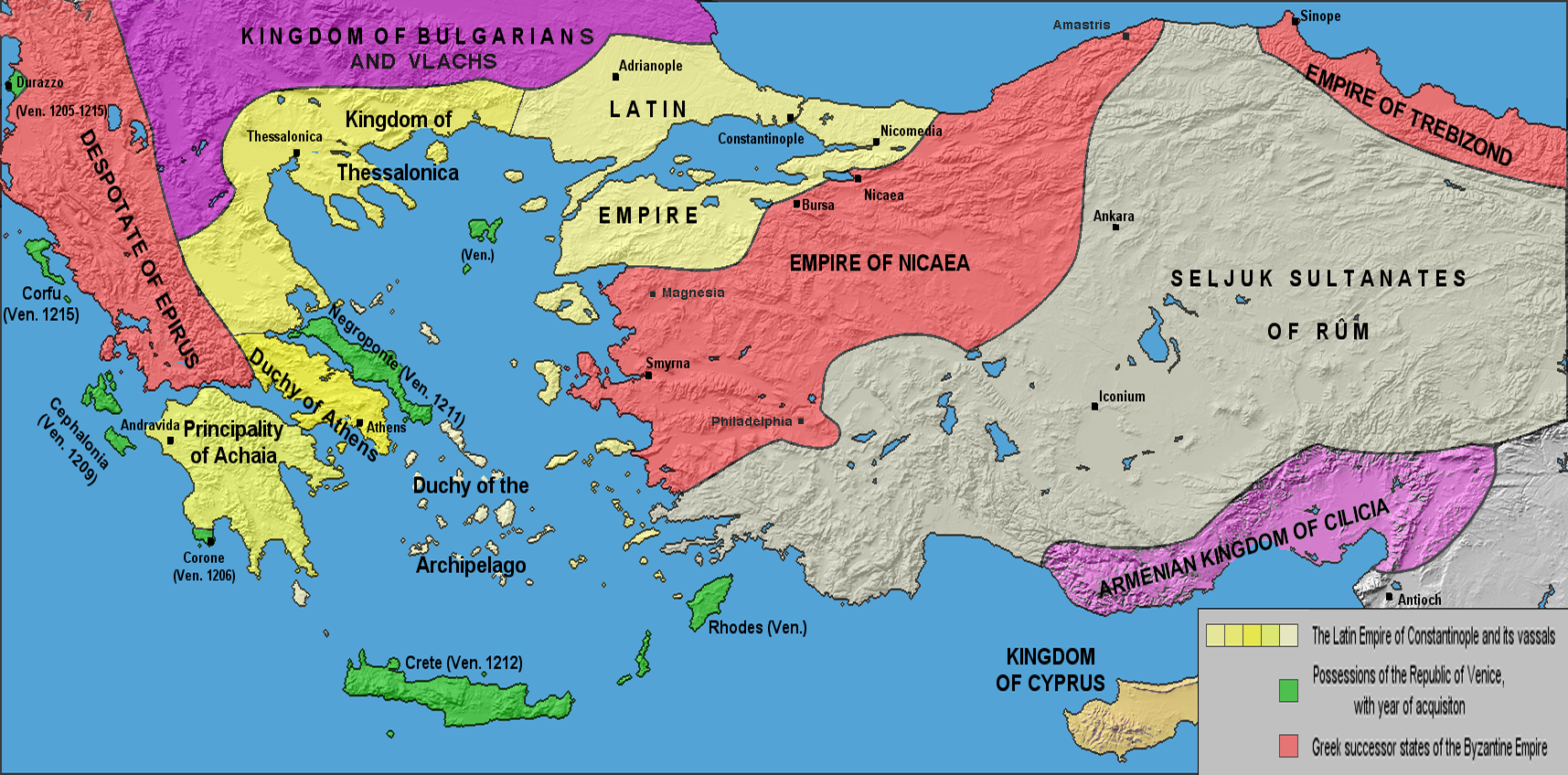
Das Lateinische Kaiserreich und die griechischen Nachfolgestaaten des Byzantinischen Reiches zur Zeit der Teilung, um 1204

Südosteuropa und Anatolien erlebten in diesem Jahrhundert mehrere politische Umwälzungen. Die folgenreichste war die Plünderung und Eroberung Konstantinopels durch die lateinischen Ritter des Vierten Kreuzzuges. Dessen ursprüngliche Zielsetzung, die Rückeroberung des Heiligen Landes, änderte sich gegen den Willen des Papstes nach mehreren Interventionen Venedigs. Nach der Eroberung der Hauptstadt des Byzantinischen Reiches konnten die Eroberer nur in Teilen ihr Lateinisches Kaiserreich errichten. Neben einem weiteren lateinischen Reich und Territorien unter der Herrschaft Venedigs existierten mehrere byzantinische Provinzen als selbständige Exilreiche weiter. Die byzantinischen Exilreiche führten die byzantinische Gesellschaftsstruktur und Kultur fort. Die Herrscher förderten Rechtsprechung, Landwirtschaft und Handel. Im Wettstreit, Byzanz am besten zu repräsentieren, gaben sie öffentliche Gebäude und Kunst in Auftrag. Die Kaiser des Lateinischen Kaiserreichs, das nach feudalen Prinzipien organisiert wurde, konnten nur unzureichend den zahlreichen Herausforderungen begegnen. Zu ihnen zählten die durch die Plünderung knappen Ressourcen sowie die sprachliche und religiöse Heterogenität der Bevölkerung. Die Eroberungen durch den bulgarischen Zaren verkleinerten das Reich zunehmend. Die Einnahme Konstantinopels durch die Kreuzfahrer verstärkte deutlich den Bruch zwischen römisch-katholischer und orthodoxer Kirche. Ferner förderte dieses Ereignis die Verselbständigung der serbischen, bulgarischen und russischen Kirchen.
Im Jahr 1261 gelang es einem der byzantinischen Exilreiche, dem Kaiserreich Nikaia, Konstantinopel zurückerobern, das Lateinische Kaiserreich zu vernichten und das Byzantinische Reich zu erneuern. Das östlichste byzantinische Exilreich, das Kaiserreich Trapezunt, blieb jedoch als eigenständiges Reich bestehen. Wie auch die den Rest Anatoliens beherrschenden Rum-Seldschuken wurde Trapezunt abhängig vom Ilchanat, einem Teilreich der Mongolen. In den letzten Jahrzehnten rangen Byzanz, Bulgarien und Serbien um die Macht auf dem Balkan, wobei letzteres schließlich eine Vormachtposition in dieser Region erringen konnte.
Waren diese drei Reiche stark von der byzantinischen Kultur geprägt, so wurde das nördlich gelegene Königreich Ungarn von der Kultur des lateinischen Europas beeinflusst. Mongolische Heere richteten in Ungarn in den 1240er Jahren starke Verwüstungen an und 20 bis 25 % der Landbevölkerung starb. Die Königspolitik vor und nach den Mongoleneinfällen führte dazu, dass sich am Ende des Jahrhunderts eine Ständeordnung etablierte, auf die der König Rücksicht nehmen musste. Ferner geriet der König in Abhängigkeit von wenigen Großvasallen. Während des Jahrhunderts spielten die Kumanen in der ungarischen Politik sowohl als Unterstützer des Königs als auch als Plünderer eine bedeutende Rolle.

### Gesellschaft
Die Gesellschaft in Europa war im Großen und Ganzen eine feudalistische Ständegesellschaft. Trotz ähnlicher Grundstrukturen waren die Verhältnisse im Einzelnen sehr unterschiedlich strukturiert. Zwar standen Monarchen an der Spitze der meisten Reiche, doch ihre Durchsetzungskraft gegenüber der Adelsschicht war in den einzelnen Reichen sehr unterschiedlich. Im Heiligen Römischen Reich nördlich der Alpen übten Ministeriale, ursprünglich meist Unfreie, zentrale Militär- und Verwaltungsaufgaben für den Hochadel aus. Der größte Teil dieser Gruppe schaffte es in diesem Jahrhundert als Ritter in den niederen Adel aufzusteigen, der schätzungsweise 80 % des Gesamtadels ausmachte. Sowohl der niedere als auch der hohe weltliche Adel fühlten sich der Kultur des Rittertums verpflichtet. Der Hochadel richtete im Wesentlichen die zur ritterlichen Lebensweise gehörenden Hoffeste, Turniere und Dichterlesungen aus. Neben der Teilnahme an diesen Veranstaltungen sollten die Ritter mit ihrem Verhalten dem ritterlichen Idealbild folgen, das sowohl durch religiöse als auch weltliche Einflüsse geprägt war. Doch das wirkliche Verhalten war oft weit entfernt von diesem Ziel. So hatte der im Minnesang propagierte Frauendienst wenig mit der realen Stellung der Frau in dieser Gesellschaftsgruppe zu tun.
In Europa setzte sich die Urbanisierungswelle des 12. Jahrhunderts mit zahlreichen Stadtgründungen in Mitteleuropa fort. Überall gewannen die Städte mehr Autonomie und die innerstädtischen Herrschafts- und Gesellschaftsstrukturen entwickeln sich weiter. Die städtischen Führungsschichten, meist Großkaufleute, traten deutlich hervor und sicherten ihre Macht ab. Insgesamt wurden die Unterschiede zwischen Armen und Reichen in den Städten größer.

### Religion und Kirche

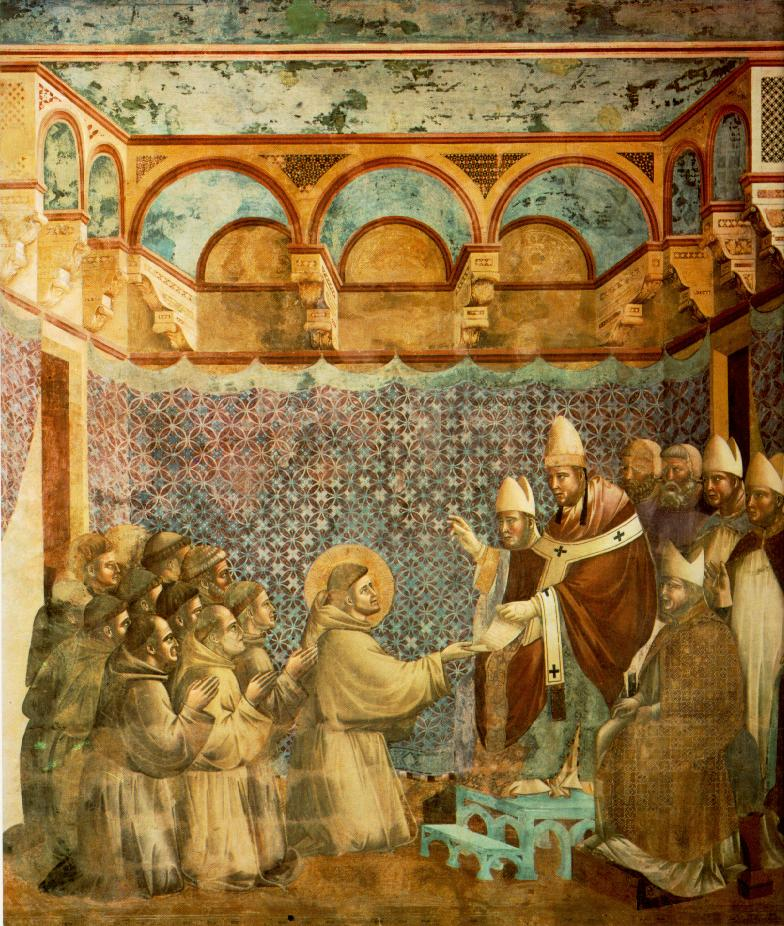
Franz und seine Brüder erbitten die Bestätigung der Regel. (Fresko von Giotto di Bondone, um 1295)

Die christliche Religion spielte in der Gesellschaft und dem Leben der einzelnen Menschen eine zentrale Rolle. In der religiös aufgeheizten Stimmung sammelten sich vornehmlich landlose Bauernsöhne zu zwei Kinderkreuzzügen, die für ihre Teilnehmer meist mit Tod oder Sklaverei endeten. Im Vierten Laterankonzil konkretisierte und regulierte die Kirche weiter die Glaubensvorstellungen und ihre Organisationsstrukturen. Die Präzisierung der Sakramententheologie stärkte die Rolle des Klerus. Weiterhin drängte das Konzil die Mitglieder anderer Religionsgemeinschaften, wie Juden und Muslime, sich durch ihre Kleidung klar von der christlichen Bevölkerung zu unterscheiden. Ferner forderte das Konzil ein härteres Vorgehen gegen Personen und Gruppen, deren religiöse Ansichten sich deutlich von der kirchlichen Lehrmeinung unterschieden. Diese wurden Ketzer genannt. Das Vorgehen gegen religiös Andersdenkende erfolgte zum einen kirchlich initiiert oder organisiert in der Form von Kreuzzügen und Inquisitionsverfahren, zum anderen ohne oder im Gegensatz zum amtskirchlichen Auftrag, wie zahlreiche Pogrome gegen Juden. Zwar standen sie als Kammerknechte unter dem Schutz des Königs, doch war der häufig nicht in der Lage oder nicht willens, ihnen zu helfen.
Zu Beginn des Jahrhunderts wurde die Gegenkirche der Katharer mit dem Albigenserkreuzzug bis auf kleine Reste vernichtet. Andere religiöse Bewegungen, wie die Armutsbewegung dieses Jahrhunderts, konnte die Kirche unter anderem in der Form von Bettelorden, wie die Dominikaner und Franziskaner, integrieren. Die Franziskaner, eine Bewegung aus Laien und Klerikern, entstand aus dem städtischen Milieu. Der klerikale Orden der Dominikaner, der sich der Gelehrsamkeit, der Glaubensvertiefung und -verbreitung widmete, brachte große Gelehrte wie Albertus Magnus und Thomas von Aquin hervor. Ferner führten die Ordensmitglieder die meisten der Inquisitionsverfahren durch. Diese führte die römisch-katholische Kirche ein, um Abweichler von der kirchlichen Lehrmeinung zu ermitteln und zu bestrafen. Sein Ablauf wurde immer strenger normiert, wobei die Position des Angeklagten extrem schwach war. Zur Erzielung von Geständnissen wurde die Folter ab Mitte des Jahrhunderts zunehmend angewandt. Die weltlichen Autoritäten vollstreckten die kirchlichen Urteile, was durch Regelungen unter anderem von Kaiser Friedrich II. legitimiert wurde. Von regionalen Sonderentwicklungen abgesehen überwogen Gefängnis- und Eigentumsstrafen die Todesstrafe.
Zum Ende des Jahrhunderts wuchs der Einfluss von Franzosen auf das Kardinalskollegium zum einen durch das vom Haus Anjou regierte Königreich Neapel, zum anderen durch die Universität Paris, die in der Theologenausbildung führend war.

### Wirtschaft und Recht

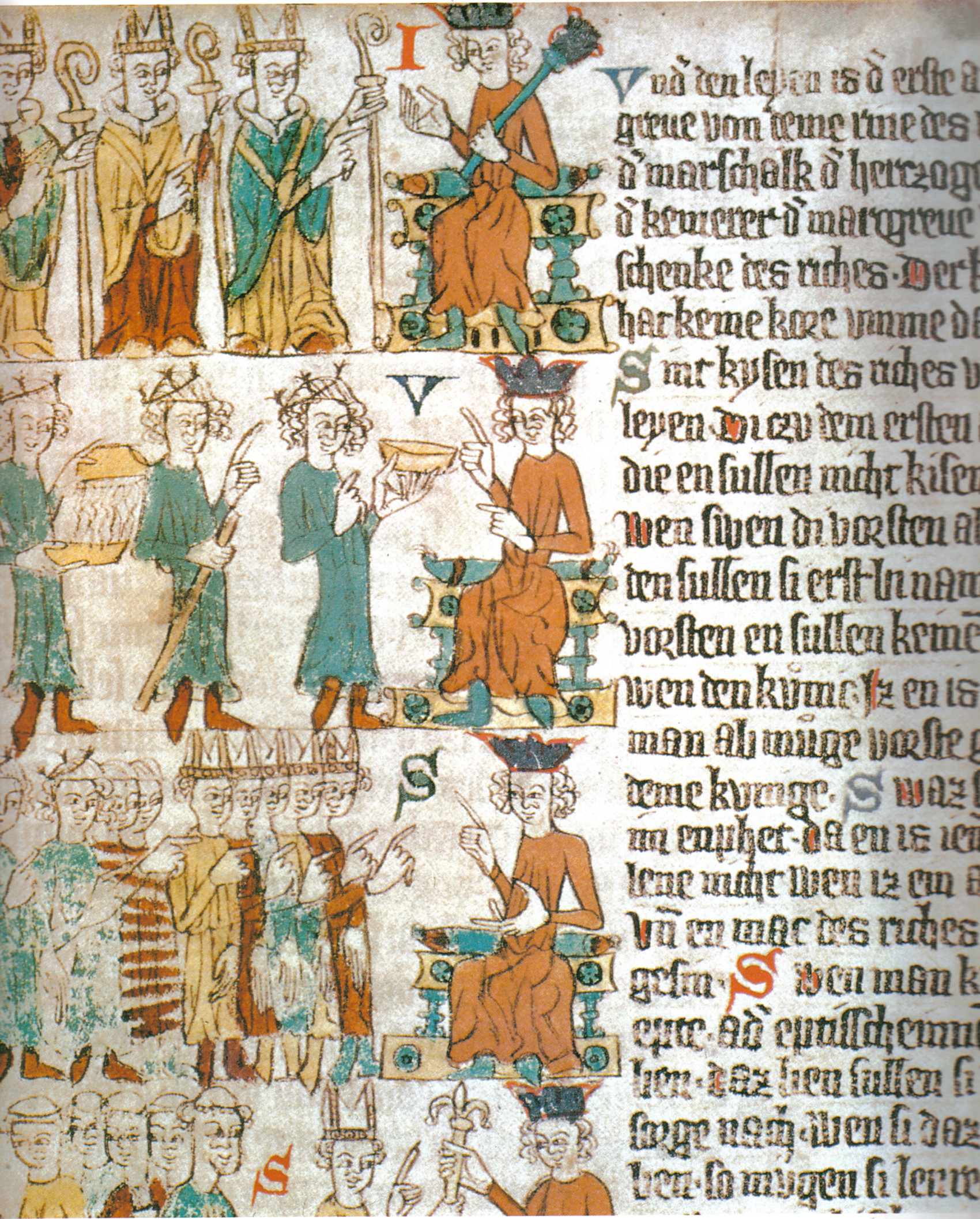
Heidelberger Sachsenspiegel: Die Wahl des Königs

Der wirtschaftliche Aufschwung der vergangenen Jahrhunderte setzte sich fort. Produktivitätsfortschritte und weitere Rodungen führten zu einem Anstieg der landwirtschaftlichen Produktion und der Bevölkerung. Zum Ende des Jahrhunderts wurde das Klima kälter und der Anstieg klang ab. Parallel zum Aufschwung der Landwirtschaft stieg die Produktivität des verarbeitenden Gewerbes durch technische Neuerungen. Ein Schwerpunkt der technischen Entwicklung war die Ausweitung von Mühlen und die Erweiterung ihrer Einsatzbereiche. Durch die Verbreitung der in Mühlen eingebauten Nockenwellen konnten diese unter anderem zum Schmieden und zum Walken eingesetzt werden. In der handwerklichen Produktion, die sich zunehmend auf die Städte konzentrierte, nahm die Arbeitsteilung und Spezialisierung zu. Der Handel, insbesondere der Fernhandel, weitete sich aus. Dieser gliederte sich in den Landfernhandel, den Mittelmeerhandel sowie den Nord- und Ostseehandel. Letzter wurde stark durch das Aufblühen der Hanse gefördert, deren gebräuchlichster Schiffstyp, die Kogge, den Transport großer Warenmengen sehr wirtschaftlich machte. Im späten 13. Jahrhundert ermöglichten Fortschritte im Schiffbau den italienischen Seerepubliken, die Küsten Englands und Flanderns zu erreichen, während der Handel im Mittelmeer durch die zahlreichen Kriege litt. Ab der Mitte des Jahrhunderts wandelten sich die Champagnemessen von einem Warenhandelsplatz der Fernhändler zu einem Finanzplatz.
Die Geldwirtschaft entwickelte sich weiter, so dass im Laufe des Jahrhunderts ergänzend zu den Silbermünzen Goldmünzen im Fernhandel eingesetzt wurden. Geld und Gewinne aus dem Handel wurden für Reichtum bedeutend, während der Grundbesitz als Vermögensquelle an Bedeutung verlor. Die Vermögensverhältnisse sowohl in den Städten als auch in den Dörfern differenzierten sich aus. An der Spitze der Städte standen die wohlhabenden Fernkaufleute, während Handwerker und lokale Händler für ihren Lebensunterhalt zum großen Teil noch Landbau betrieben. In den Dörfern erwarben vermögende Bauern Eigentum an Feldern und Ausrüstung.
Kaufleute und Handwerker schlossen sich in unterschiedlichen Formen zusammen. Der im vorherigen Jahrhundert begonnene Zusammenschluss niederdeutscher Kaufleute zur Hanse wurde in diesem Jahrhundert vertieft und erweitert. Die Kaufleute erzielten durch gemeinsame Fahrten und Risikoteilung mehr Sicherheit. Ferner wurde ihnen als Gruppe in vielen Häfen der Nord- und Ostsee exklusive Privilegien gewährt. Auf lokaler Ebene schlossen sich die Kaufleute in Gilden und die Handwerker in Zünften zusammen, die oft ein eigenes Recht besaßen.
Die Ausweitung des Handels, die differenzierte Struktur der Städte und die zunehmende Bürokratisierung des Regierungshandels führte zu Bemühungen, Recht zu systematisieren und schriftlich festzuhalten. Die Bandbreite reichte von Gesetzessammlungen, wie die Konstitutionen von Melfi, die Könige für ihr Reich herausgaben bis zu regionalen Sammlungen des Gewohnheitsrechts, wie der niederdeutsche Sachsenspiegel oder die Coutumes du Beauvaisis. Oft hatten abgegrenzte Personengruppen, wie Kleriker, ihr besonderes Recht. Im 13. Jahrhundert bekamen immer mehr Städte ein eigenes Stadtrecht. Dabei orientierten sich neue Städte im östlichen Mitteleuropa an dem Stadtrecht bestehender Städte, wie dem Stadtrecht von Lübeck oder Magdeburg. Im ländlichen Bereich fanden Weistümer stärkere Verbreitung.

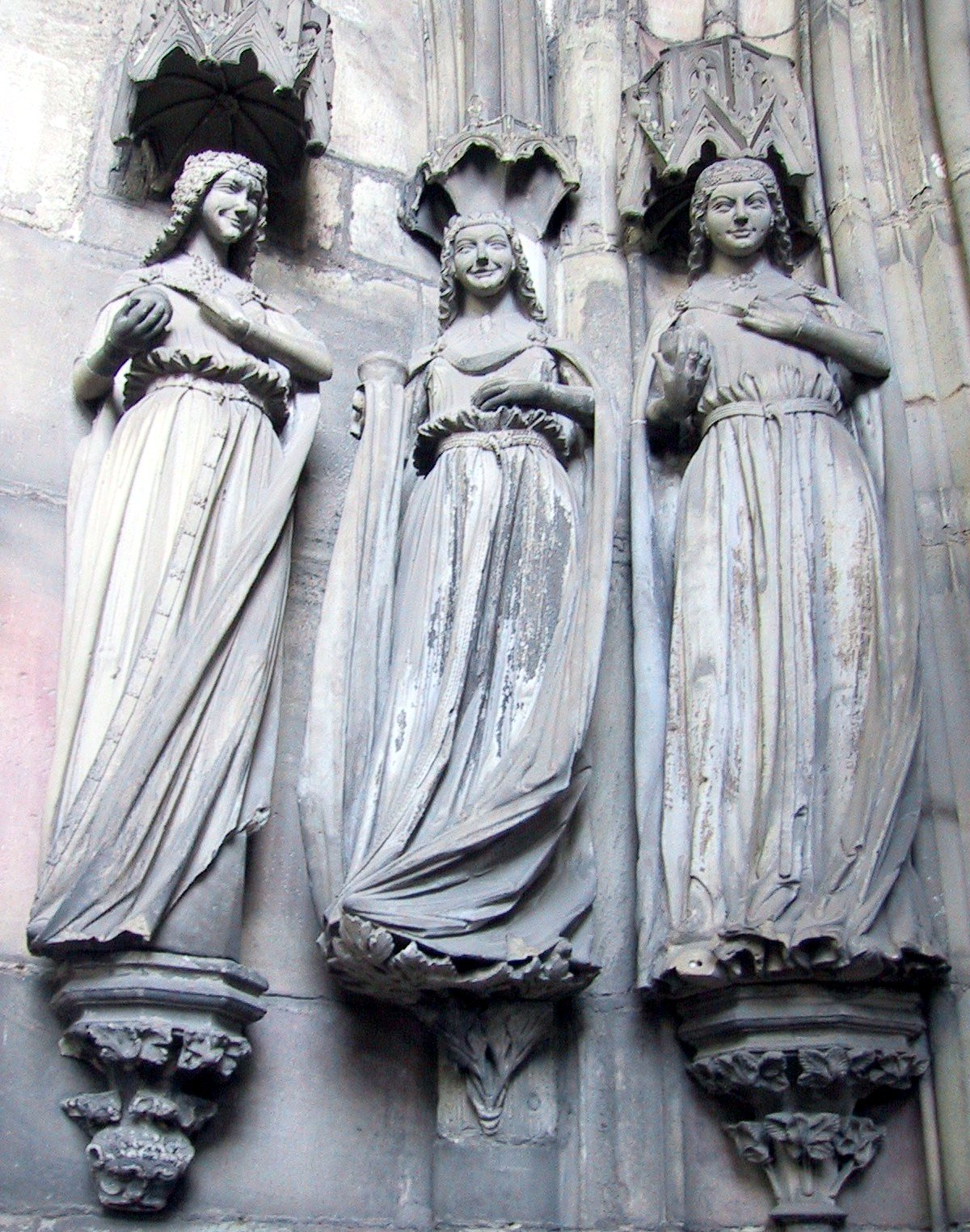
Die drei klugen Jungfrauen: Skulpturen am Magdeburger Dom

### Kunst, Kultur und Wissenschaft
Wie im Recht so stieg ebenfalls in anderen Bereichen, wie in der Wirtschaft, die Bedeutung der Schrift. Immer mehr Europäer lernten Lesen und Schreiben, wobei insgesamt nur ein kleiner Anteil der Bevölkerung schriftkundig war. Vermehrt wurde in den Volkssprachen und über alltägliche Angelegenheiten geschrieben. Zahlreiche literarische Werke, Geschichtswerke und Enzyklopädien entstanden. Die literarischen Werke wurden in Latein und zunehmend in den Volkssprachen abgefasst. Epen, Romane, Text- und Liedersammlungen wie das Nibelungenlied, Parzival, die Carmina Burana und die Cantigas de Santa Maria wurden verfasst. Mit der Ebstorfer Weltkarte entstand die größte und inhaltsreichste Weltkarte des europäischen Mittelalters. Einen bedeutenden Beitrag zur europäischen Weltsicht leistete der Reisebericht Marco Polos Il Milione, der in den letzten Jahren des Jahrhunderts aufgeschrieben wurde. Zur Unterstützung der Lesenden wurden in der zweiten Jahrhunderthälfte die Brille erfunden.
Die sich differenzierenden Wirtschaft forderte zunehmend mathematische Fähigkeiten. Der Mathematiker Leonardo Fibonacci brachte seine im arabischen Raum erlernte Kenntnis der indo-arabischen Zahlen nach Europa. Im Bildungsbereich setzte sich der Trend des 12. Jahrhunderts zur Professionalisierung und Säkularisierung fort. Anfang des 13. Jahrhunderts wurden Universitäten in Oxford und Cambridge nach Pariser Vorbild gegründet.
Auch östlich des Rheins wurden in diesem Jahrhundert immer mehr Kirchen im Baustil der Gotik, der im vorherigen Jahrhundert in Frankreich entstand, gebaut. Die Kirchen wurden mit Steinskulpturen geschmückt, die in diesem Jahrhundert bedeutend lebensechter gestaltet wurden als in den vorherigen Jahrhunderten. Im Nord- und Ostseeraum verbreitete sich mit der Backsteingotik eine Variante der Gotik.

## Afrika

### Maghreb und Ifrīqiya
Der Verlust des iberischen Al-Andalus schwächte die Almohaden in Nordafrika. Mitte des Jahrhunderts ging die Macht auf dem westlichen Maghreb an eine weitere Berberdynastie die Meriniden über. Zuvor hatten schon die Abdalwadiden und Hafsiden im östlich gelegenen Ifrīqiya die Herrschaft von den Almohaden übernommen. Nach dem vorläufigen Abschluss der iberischen Reconquista scheiterten die Versuche der christlichen Staaten, die drei Emirate zu erobern. Diese pflegten vielfältige wirtschaftliche und politische Beziehungen mit den christlichen Reichen im Norden, wobei die Fronten nicht immer entlang der religiösen Grenzen liefern. So dienten den Emiren zahlreiche christliche Söldner aus den Reichen des nördlichen Mittelmeers.
Trotz der Herrscherwechsel war die nordafrikanische Gesellschaft von der maurischen Kultur beeinflusst, die in Granada das letzte Refugium auf dem europäischen Kontinent hatte. Dort konnte sie eine Spätblüte entfalten. Viele Muslime aus Al-Andalus flüchteten in die drei Emirate und ließen sich in den Küstenstädten nieder. Die Gesellschaft der Emirate teilte sich in Nomaden, Bauern und Stadtbewohner. Aufgrund der Heterogenität auch innerhalb dieser Gruppen konnten die Emire nicht immer eine starke Herrschaft aufbauen.

### Ägypten und Levante
Ägypten sowie große Teile Palästinas und Syriens wurden zu Beginn des Jahrhunderts von der Familie der Ayyubiden regiert. Der Emir von Kairo stand an der Spitze des Reiches, musste aber auf die Interessen der verschiedenen Familienmitglieder, denen Teilreiche zugeordnet waren, Rücksicht nehmen. Abgesehen von einigen Eroberungsversuchen durch Kreuzritter herrschte zwischen den Kreuzfahrerstaaten, die einen schmalen Streifen an der Ostküste des Mittelmeeres bedeckten, und dem Emirat Frieden, von dem beide Seiten wirtschaftlich profitierten. In dieser Atmosphäre lieh der Emir Jerusalem im Frieden von Jaffa für zehn Jahre an Kaiser Friedrich II. aus. Diese Abmachung löste sowohl auf der christlichen als auch auf der muslimischen Seite Empörung aus. Der letzte Sultan baute eine starke Armee von Militärsklaven auf, um sich besser gegen die Ansprüche seiner Verwandten durchsetzen zu können. Nach dessen Tod im Jahr 1249 ergriffen die Mamluken genannten Sklaven die Macht und gründeten das Mamlukensultanat. Durch zahlreiche militärische Erfolge legitimierten sie ihre Herrschaft. In der Schlacht bei ʿAin Dschālūt im Jahr 1260 brachten sie den Mongolen die erste große Niederlage bei und konnten so ihre Territorien behaupten. Mit der Eroberung Akkons im Jahr 1291 schlossen sie die Eroberung der Kreuzfahrerstaaten ab und beendeten damit die Mittelmeerkreuzzüge.
Die Mamluken bildeten eine in sich geschlossene türkischstämmige Militäraristokratie, die über die große Mehrheit der arabischen Bevölkerung herrschte. Aus ihren Reihen kamen die herrschenden Sultane, die entweder in ihr Amt gewählt wurden oder es sich erkämpften. In dieser „Ein-Generations-Aristokratie“ konnten die Kinder nicht das Amt ihrer Väter beerben, sondern mussten meistens zivile Berufe ergreifen. Viele von ihnen wurden Literaten und Wissenschaftler. Die übrige Bevölkerung setzte sich aus Christen und Muslimen zusammen, wobei die Muslime in diesem Jahrhundert nach der Einschätzung von Historikern zur Mehrheit wurden.

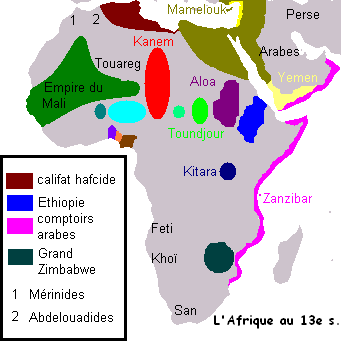
Afrika im 13. Jahrhundert

### Afrika südlich der Sahara
Südlich von Ägypten lagen die christlichen nubischen Reiche. In der zweiten Jahrhunderthälfte wurde die wichtigste nubische Hafenstadt von den ägyptischen Mamluken erobert, weil sie eine Einklammerung Ägyptens durch eine Allianz von Nubiern und Kreuzfahrern befürchteten. Der Konflikt zwischen Ägyptern und Nubiern eskalierte durch gegenseitige Vergeltungsangriffe und endete im Jahr 1276 mit der Eroberung Nubiens. Dieses wurde ein ägyptischer Vasallenstaat, der im Rest dieses Jahrhunderts noch von einem nubisch-christlichen Statthalter regiert wurde.
Westlich von Nubien nördlich des Tschadsees war die Basis des Reiches Kanem. Dieses Reich profitierte vom Handel mit den afrikanischen Mittelmeerstaaten, wobei der Sklavenhandel eine starke wirtschaftliche Säule war. In diesem Jahrhundert expandierte das Reich nach Osten und Nordwest. Führte in den vergangenen Jahrhunderten Islam und traditionelle Religion am Hof eine Koexistenz, so setzte der erste Herrscher des Jahrhunderts Mai Dunama Dibalami II. die Vormachtstellung des Islams durch. Nach seinem Tod 1248 wurde das Reich durch die Aufteilung der Herrschaft unter seinen zwei Söhnen geschwächt.
Weiter westlich vereinigte Sundiata Keïta die Malinke-Stämme des oberen Nigerbeckens und besiegte mit ihnen in den 1220er Jahren die Regionalmacht Soso. Das von ihm gegründete Malireich eroberte Gebiete vom Niger bis in der Nähe der Atlantikküste sowohl durch Unterwerfung als auch durch Angliederung von Nachbarreichen. Die Expansion der muslimischen Könige von Mali in Regionen, die noch im bedeutenden Maße von traditionellen afrikanischen Religion geprägt waren, war machtpolitisch und nicht religiös motiviert. Durch ihre militärische Stärke kontrollierten die Mali-Könige große Strecken der Handelsrouten innerhalb Westafrikas und zur Mittelmeerküste. Das Königreich Mali war eine Föderation von kleinen Königreichen und Provinzen, deren Könige Vasallen der malischen Könige waren. Die malischen Monarchen regierten das Reich mit einem Hof von Getreuen von der Hauptstadt Niani aus. Die Handwerker wurden erstmals im subsaharischen Afrika in Gilden organisiert.

## Asien

### Die mongolische Expansion

Mongolische Expansion

Zu Beginn des Jahrhunderts hatte Temüdschin die mongolischen Stämme unter seiner Herrschaft vereint, die ihn daraufhin zum Dschingis Khan ernannten. Danach initiierte er den Mongolensturm, durch den das Mongolische Reich unter seinen Nachfolgern zum größten Landreich der Weltgeschichte wurde. Zunächst eroberte er das Reich der Jin-Dynastie, das den Norden Chinas einschloss. Ferner konnten das koreanische Goryeo und das tangutische Xi-Xia-Reich den mongolischen Truppen nicht standhalten. Zwischendurch eroberten die mongolischen Heere große Teile Zentralasiens. Im vorherigen Jahrhundert hatten die Kara Kitai die Oberherrschaft über große Gebiete dieser Weltgegend erlangt. Doch zu Beginn des 13. Jahrhunderts verloren sie die Kontrolle über viele ihrer Vasallen. So konnte einer ihrer Vasallen, die Choresm-Schahs, im Iran und Transoxanien kurzfristig ein großes Regionalreich errichten. Dieses war jedoch wie das Khanat der Kara Kitai nicht stabil genug, um den Mongolen etwas entgegenzusetzen. Unter Dschingis-Khans Nachfolgern unterwarfen die Mongolen die Reiche der Rus, das Zweistromland und Teile Anatoliens. Bei der Eroberung Bagdads töteten sie den letzten Kalifen der Abbasiden und beendeten damit das über 500 Jahre währende Kalifat dieser Dynastie. Mongolische Truppen drangen bis nach Schlesien und Ungarn vor. Nach dem Tod Möngke Khans kam es zum Bruderkrieg um die Position des Großkhans, den Kublai Khan im Jahr 1260 gewann. Als Konsequenz dieser innermongolischen Auseinandersetzungen erreichten die mongolischen Teilreiche, das Khanat der Goldenen Horde im Nordwesten, das Ilchanat im Südwesten, das Tschagatai-Khanat in Zentralasien und das Yuan-Khanat in Ostasien, einen hohen Grad an Selbständigkeit. Später spalteten sich weitere Teilreiche, wie das der Blauen Horde, ab. Das Yuan-Khanat als größtes geschlossenes Territorium führte als einziges noch größere Expansionen durch, indem es das China der südlichen Song-Dynastie eroberte. Der erste Herrscher Kublai Khan ernannte sich zum Chinesischen Kaiser und gründete die Yuan-Dynastie. In der Folgezeit konnte er weiterhin mehrere Reiche des südostasiatischen Festlands tributpflichtig machen. Seine Eroberungsversuche Japans und Javas am Ende des Jahrhunderts scheiterten jedoch.

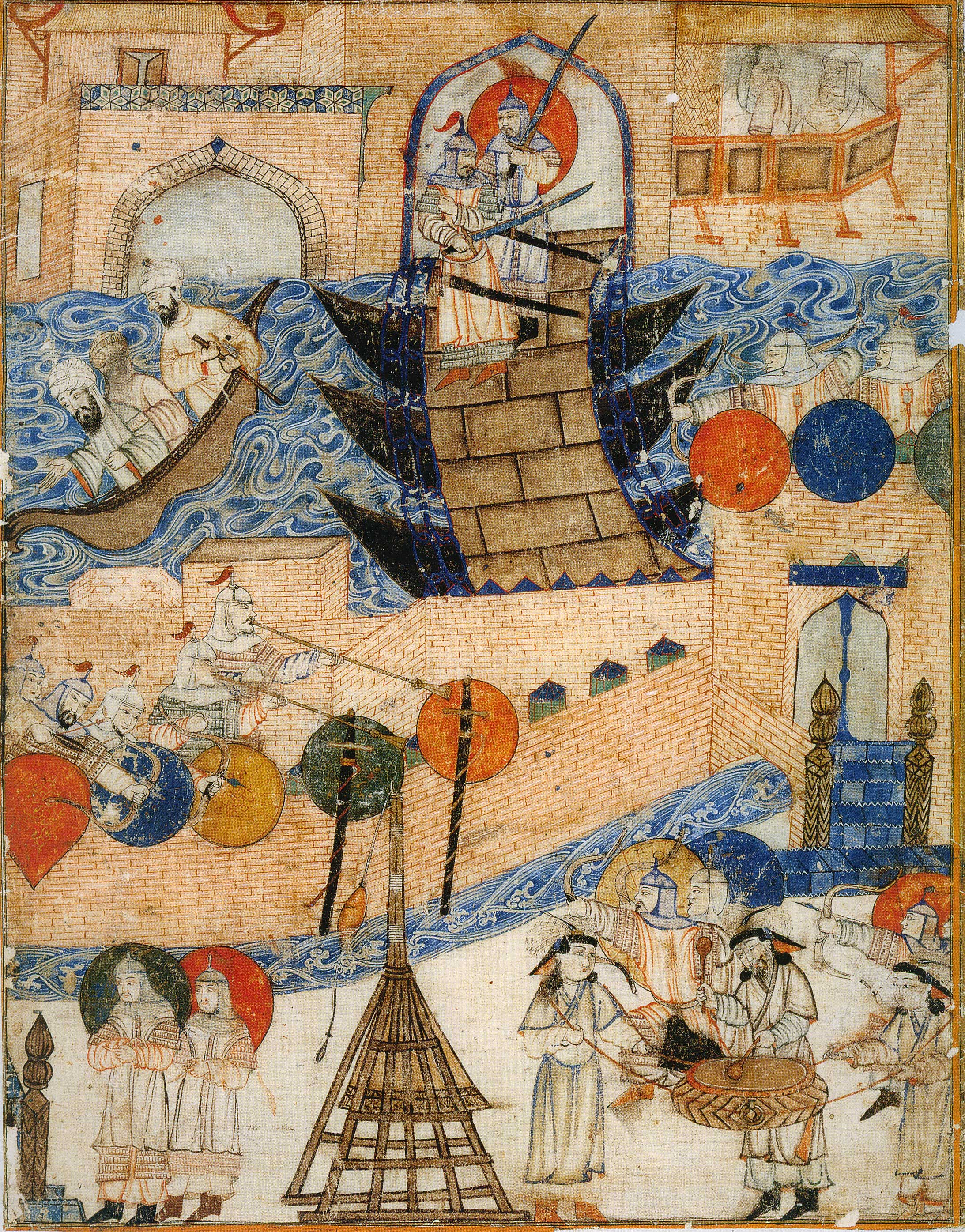
Mongolen erobern Bagdad

Bis zum Jahr 1260 war das Mongolische Reich, dessen Hauptstadt ab den 1230er Jahren Karakorum war, zentralistisch organisiert. An der Spitze des Reiches standen die verschiedenen Zweige der Familie Dschingis Khans, die aus ihrer Mitte ihr Oberhaupt, den Großkhan, kürten. Die Teilreiche, anfangs nur untergeordnete Untergliederungen, wurden von verschiedenen Familienzweigen regiert. Ferner profitierten die Familienmitglieder wesentlich von der Verteilung der Beute aus den Eroberungen. Die Mongolen übernahmen oft die Regierungs- und Verwaltungssysteme der eroberten Länder, die sich zum Teil stark von ihrer traditionellen Herrschaftsform unterschieden, und passten sie ihren Bedürfnissen an.
Die wirtschaftlichen Auswirkungen des Mongolensturms waren im Einzelnen sehr vielfältig und unterschiedlich. Bei einer globalen Betrachtung stellten Historiker fest, dass die städtisch-agrarische Wirtschaft stark zurückging, die Weidewirtschaft sich ausweitete und der innerasiatische Fernhandel florierte. Insbesondere die Landwirtschaft vom Zweistromland bis nach Transoxanien litt sowohl unter den hohen Menschenverlusten der Kriege als auch unter der Zerstörung und Vernachlässigung der Bewässerungssysteme. Die Ausdehnung des Weidelandes führte zur Migration turko-mongolischer Nomaden in den Nordiran und nach Ostanatolien. Trotz der innermongolischen Kriege förderten die Mongolen sichere und ungestörte Reisen in ihrem Reich. Diese Pax Mongolica ermöglichte, dass der Handels- und Kulturaustausch von China bis nach Europa einem viel größeren Umfang annahm als in der Zeit davor. Dieser beeinflusste Kunst, Wissenschaft und Kultur sowohl in Europa, im Nahen Osten als auch in China. Durch Handel, den die Mongolen besonders förderten, gelangten Waren verstärkt in andere Weltgegenden.

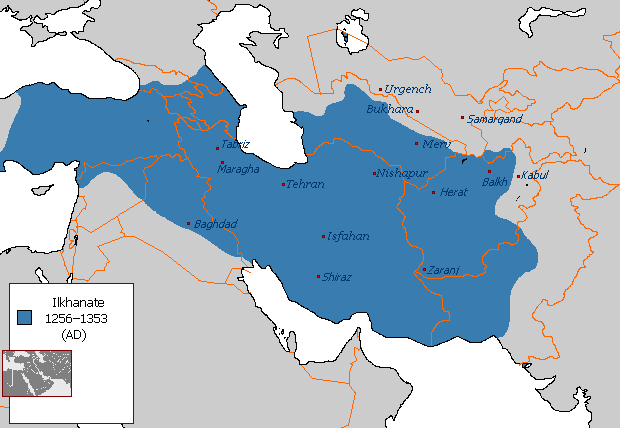
Das Ilchanat in seiner größten Ausdehnung

Das Teilreich Ilchanat, dessen Zentrum im Iran lag, erstreckte sich von Anatolien bis zum Rand des Industales. Die Ilchane zerstörten zunächst große Teile der persischen Landwirtschaft durch kriegerische Handlungen und Umwandlung landwirtschaftlicher Flächen in Weideland. Die spätere Förderung der landwirtschaftlichen Infrastruktur konnte die Verluste in diesem Jahrhundert nicht kompensieren. Vom Fernhandel profitierte vor allem ihre Residenz Täbris, die sich zu einem Umschlagplatz des Fernhandels zwischen China und Europa entwickelte. Oberstes Regierungsorgan war das mongolische Hoflager. Dieses herrschte über die von der persischen Elite organisierte Verwaltung. Während das von den Ilchanen eingeführte Steuersystem auch in späteren Jahrhunderten Bestand hatte, führten andere von ihnen getroffene Grundsatzentscheidungen nicht zu einer effizienten Regierung. In ihrem Khanat, in dem Persisch die wichtigste Sprache war, konnten sich persische Gelehrte relativ frei entfalten. Daher nahmen vor allem die empirischen Wissenschaften einen Aufschwung. Ferner gewährten die Ilchane, die zum Ende des Jahrhunderts zum Islam konvertierten, Religionsfreiheit. In der Bevölkerung fanden Volksislam und Sufismus zahlreiche Anhänger. Derwischgemeinschaften, die sich als Fürsprecher des Volkes bei den Herrschern sahen, entwickelten sich zu Massenbewegungen.

### Indischer Subkontinent

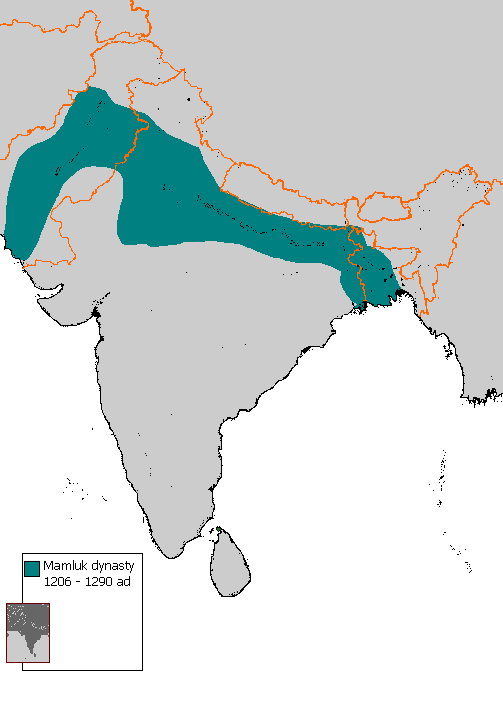
Sultanat von Delhi

Schon im 12. Jahrhundert hatten die muslimischen Ghuriden aus dem heutigen Afghanistan kommend Teile Nordindiens erobert. Nachdem sie durch eine Niederlage gegen die Choresm-Schahs geschwächt wurden, übernahm ihr türkischstämmiger Militärführer und Statthalter Qutb-ud-Din Aibak die Herrschaft. Er begründete das Sultanat von Delhi, eine Herrschaft fünf aufeinander folgender Dynastien türkisch- und afghanischstämmiger Militäreliten, die bis ins 16. Jahrhundert bestand. Er und sein Nachfolger waren die ersten Herrscher nach dem 7. Jahrhundert, die wieder ein ganz Nordindien umfassendes Reich errichteten. Mitte des Jahrhunderts stritten die Militäreliten jahrzehntelang um die Herrschaft, bis sich im Jahr 1266 Balban als Sultan durchsetzen konnte. Die Nachfolgekämpfe nach dessen Tod brachten 1290 die Khilji-Dynastie an die Macht. Die Sultane waren besonders durch ihre wendige Reiterei erfolgreich. Als Reaktion bildeten sich ebenso in den hinduistischen Gebieten erste Hindu-Kavalleriestaaten.
Außerhalb des Industals, das seit Jahrhunderten muslimisch war, unterwarfen die Sultane eine vorwiegend hinduistische Bevölkerung. Diese konnte ihren Glauben, bei Bezahlung einer Sondersteuer, beibehalten. Durch das Wirken von Sufi-Orden traten größere Bevölkerungsgruppen zum Islam über, wobei die Konvertierung regional sehr unterschiedlich erfolgte und eher die städtische Bevölkerung betraf. Gleichwohl blieb die große Mehrheit der Bevölkerung des Subkontinents hinduistisch. Hingegen verdrängten die Sultane den Buddhismus aus dem indischen Subkontinent. Viele Buddhisten wanderten daraufhin nach Tibet, ins Königreich Pagan und andere Regionen Südostasiens ab.
Das Sultanat wurde von einer Militärelite regiert. Zur Aufrechterhaltung der Armee bekamen die Militärführer ein Gebiet zugeordnet, in dem sie eigenständig Steuern erheben konnten. Dazu bedienten sie sich oft der bestehenden Eliten und Verwaltungsstrukturen, die von den bisherigen Regionalherrschern weitergeleitet wurden. Bei ihren Moscheen und sonstigen Bauten übernahmen die Sultane viele Elemente der etablierten indischen Kultur, was am Qutb-Komplex bei Delhi deutlich wird.

### China und das Yuan-Khanat

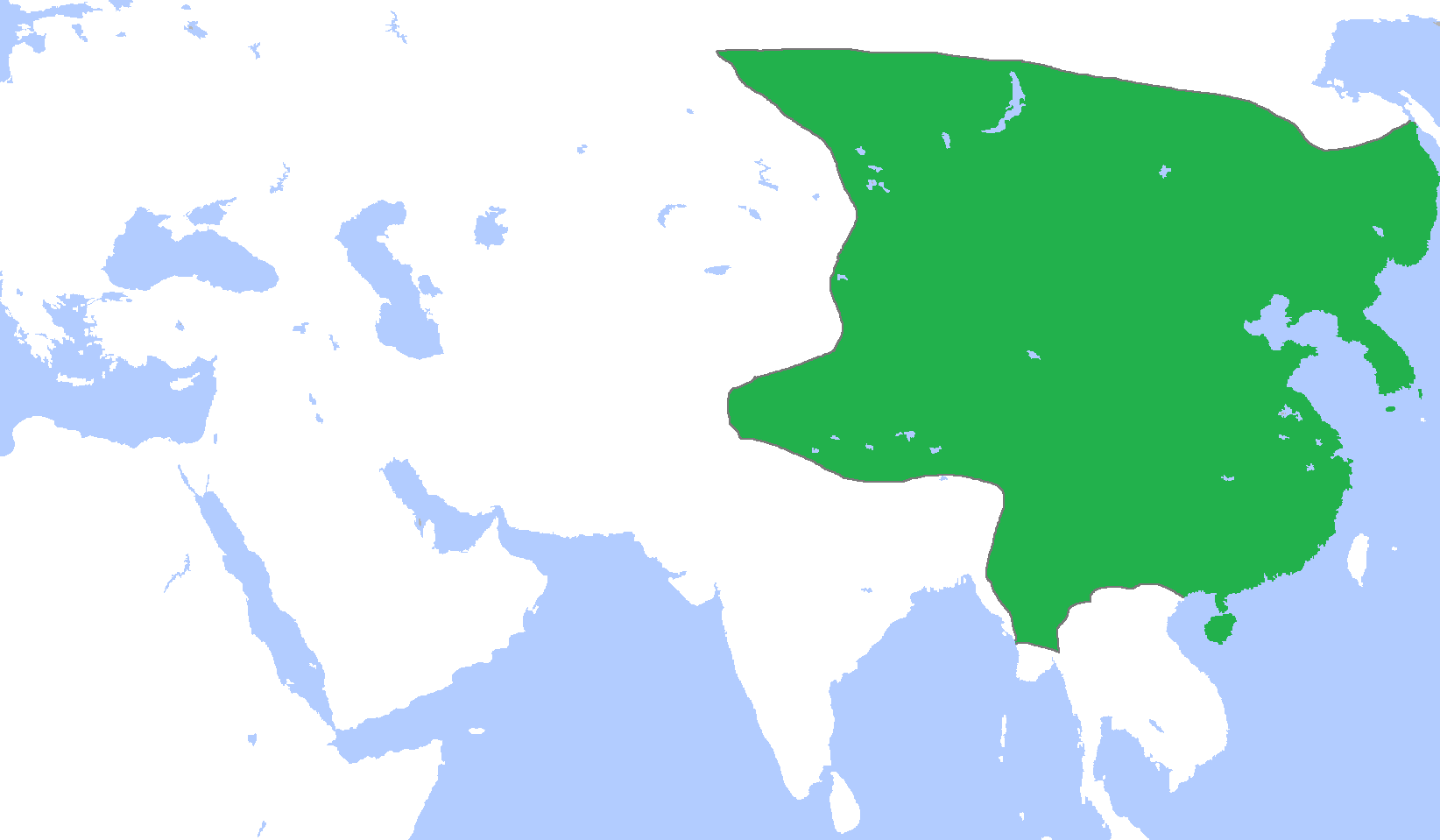
Das Reich der Yuan-Dynastie um 1300

Die mongolische Expansion vereinigte mehrere von der chinesischen Kultur geprägte Reiche, das Reich der Jin-Dynastie, das XiXia-Reich und das China der südlichen Song-Dynastie, unter mongolischer Herrschaft. In der Eroberungszeit verloren schätzungsweise 40 % der Bevölkerung dieser Reiche ihr Leben. Zum Bevölkerungsrückgang trugen neben kriegerischen Handlungen Seuchen und Hungersnöte bei. Die Mongolen erwarben im Zuge ihrer Expansion von Überläufern und Mitgliedern der unterworfenen Völker sehr viele technische Kenntnisse, die sie bei der Fortführung ihrer Expansion einsetzten. Insbesondere bei der Eroberung des südlichen Song-Chinas nutzten sie im großen Ausmaß die neuste Militärtechnik. Die von beiden Kriegsparteien eingesetzten Waffentechnologien, wie Brandbomben, Flammenwerfer, Gewehre und Kanonen, waren die fortschrittlichsten der damaligen Welt.
Innerhalb des mongolischen Yuan-Khanats war China von der Bevölkerungszahl und Wirtschaftskraft der mit Abstand größte Teil. So verlegte Kublai Khan seine Hauptstadt in das Gebiet des heutigen Pekings und ernannte sich im Jahr 1271 zum Chinesischen Kaiser, dem ersten der Yuan-Dynastie. Zur Sicherung ihrer Herrschaft teilten die Mongolen die Gesellschaft des Khanats in vier Klassen mit jeweils abgestuften Rechten. Die erste Klasse waren die Mongolen, die zweite Klasse Zentralasiaten, die dritte Klasse die Bevölkerung des ehemaligen Jin-Reiches und die unterste Klasse die Chinesen des südlichen Song-Chinas. Sie schränkten die soziale Mobilität Song-Chinas stark ein. Neue Mauern zwischen den Stadtvierteln beschränkten die vormals offenen Städte.
Schon unter Dschingis-Khan entschieden sich die Mongolen, die Ressourcen der eroberten chinesischen Gebiete zu nutzen, statt sie zu zerstören. Die vorhandenen Strukturen veränderten sie zu ihren Gunsten. Die Yuan-Kaiser übernahmen die Struktur des chinesischen Verwaltungssystems einschließlich der Provinzeinteilung. Als Verwaltungsbeamte setzten sie jedoch Mongolen, Türken, Perser und einige Europäer, unter ihnen Marco Polo, ein. Hingegen schlossen sie die chinesische Elite konsequent von der Macht aus.
Der Machtausübung und Ressourcennutzung diente außerdem das von den Mongolen etablierte effiziente Transport- und Postwesen. Schwerpunktmäßig förderten die Mongolen den Handel sowohl über die terrestrische als auch die maritime Seidenstraße. Dem schon vorher in China bekannten Papiergeld verliehen sie die führende Rolle im Geldverkehr. Zur Strategie der optimalen Ressourcennutzung gehörte es ferner, die lokalen Strukturen, die schon seit der Song-Zeit durch chinesische Großgrundbesitzer dominiert wurden, wenig zu verändern.
Die von der Macht ausgeschlossenen chinesischen Eliten wandten sich vermehrt der Kunst zu. Gleichzeitig stieg das Interesse von Menschen außerhalb der Eliten an Kunst und Kultur. Das führte zu einem Aufschwung des chinesischen Dramas und Theaters. Es entstand ein Volkstheater und eine Volksliteratur, als dessen bekanntestes Werk die Geschichte vom Westzimmer (xixiang ji) gilt. Die Malerei hatte nicht mehr das Ziel, die Natur realistisch abzubilden. Sie versuchte nunmehr, innere Muster der Dinge und ihre Wirkung auf den Maler darzustellen.
Auch das koreanische Goryeo konnte die mongolischen Invasionen nicht abwehren. Teile des Territoriums gerieten unter direkte Kontrolle der Yuan, der Rest wurde tributpflichtig. Die starken Verwüstungen des Landes und die hohen Tributleistungen hinderten die Koreaner nicht ihr großes Projekt, die Erstellung eines buddhistischen Kanons, fortzusetzen. Um diesen schneller zu erstellen, soll dort der Buchdruck mit austauschbaren Lettern erfunden worden sein.

### Japan und Südostasien

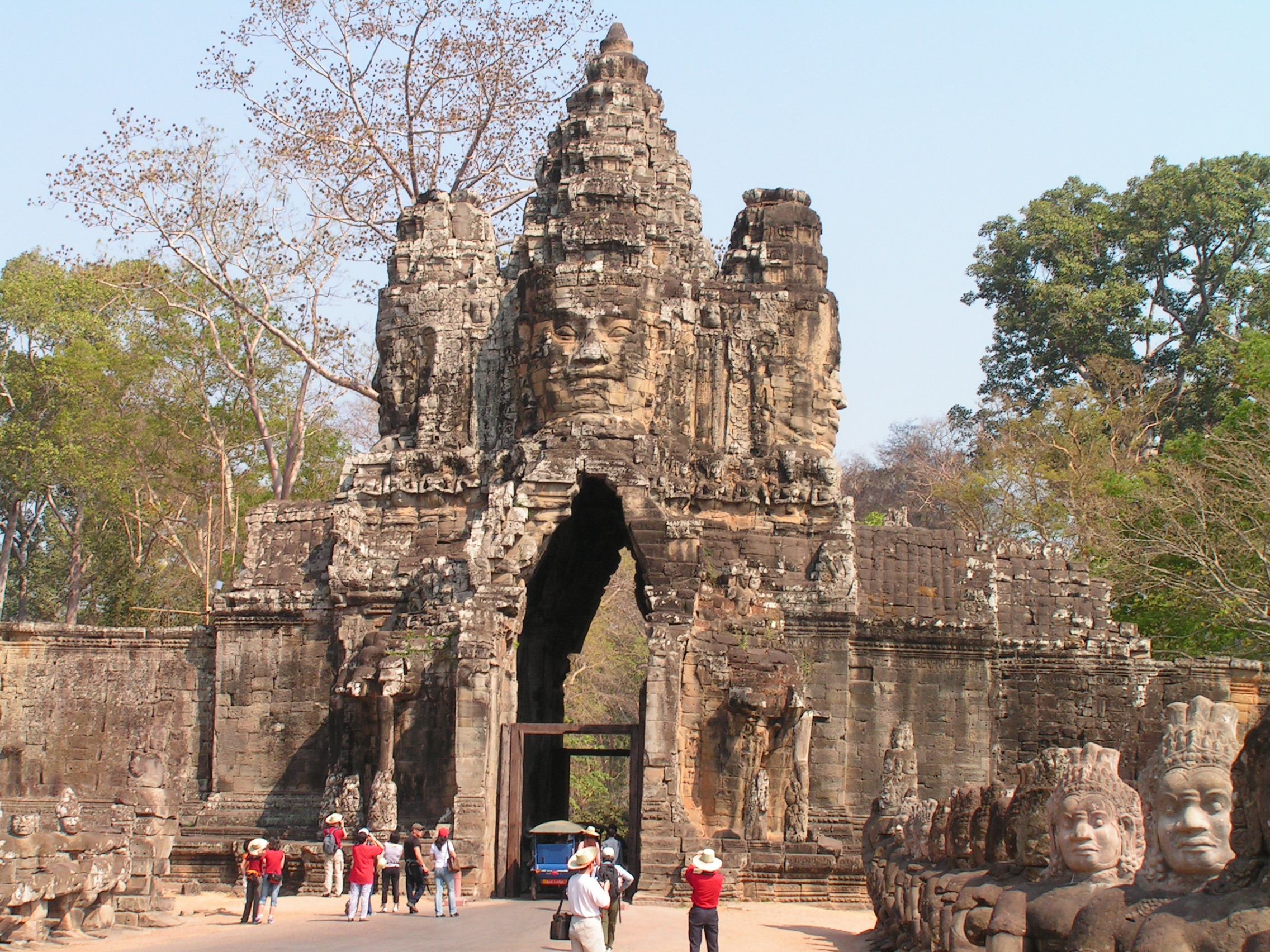
Das Südtor von Angkor Thom

Obwohl sie nicht besetzt wurden, beeinflusste die Mongolenexpansion auch Japan und Südostasien. Die Japaner konnten zwei Mongoleninvasionen in den Jahren 1274 und 1281 abwehren. Dabei profitierten sie von der starken Dezimierung der mongolischen Flotte in Stürmen. Auf der japanischen Hauptinsel hatte die Familie der Hōjō die eigentliche Herrschaftsgewalt inne, die stellvertretend für die machtlos gewordenen Shōgune regierte. In diesem Jahrhundert fand der Buddhismus in Japan, dem vorher vorwiegend der Hochadel folgte, in breiten Bevölkerungsschichten Anhänger. So entstand in der Hauptstadt Kamakura eine der bedeutendsten Buddha-Statuen Japans, die sich am Schönheitsideal der chinesischen Song-Dynastie orientierte.
Auch die südostasiatischen Festlandsreiche Pagan, Angkor und Champa wurden den letzten Jahrzehnten des Jahrhunderts von den mongolischen Angriffen schwer getroffen. Einzig Angkor wurde ihnen nicht tributpflichtig. Anfang des 13. Jahrhunderts erlebte das Khmer-Reich Angkor unter Jayavarman VII. seine letzte große Blüte, in der die große Stadt Angkor Thom errichtet wurde. Nach dem Tod des Königs begann der Abstieg Angkors. Äußere Bedrohungen und die hohen wirtschaftlichen Kosten des Tempelbetriebs und der Infrastruktur führten zu Machteinbußen des Reiches. Dennoch konnten die Truppen von Angkor die mongolische Invasion abwehren. Die Schwäche Angkors schaffte Raum für die Wanderung der Tai-Völker, die von Norden in das Gebiet des heutigen Thailands zogen und sich dort ausbreiteten. Das Gebiet hatte zu den Außengebieten des Angkor-Reiches gehört, das dessen Könige nicht mehr halten konnten. Die Infrastruktur der Khmer nutzte eines der Thai-Reiche, Sukhothai, als Basis für seinen Aufstieg.

## Ereignisse
- 1206: Militärsklaven gründeten das Sultanat von Delhi, das den Beginn der muslimischen Herrschaft über Nordindien begründete.
- 1210: Papst Innozenz III. bestätigte den Bettelorden der Franziskaner.
- 1229: Mit dem Vertrag von Paris und der Synode von Toulouse endete der Albigenserkreuzzug.
- 1235: Der Sachsenspiegel, eines der wichtigsten deutschen Rechtswerke des Mittelalters, wurde fertiggestellt.
- 1258: Mit der Eroberung Bagdads beendeten die Mongolen das mehr als 500 Jahre dauernde abbasidische Kalifat. Zentrale muslimische Gebiete gerieten unter mongolische Herrschaft.
- 1274: Der erste von zwei Eroberungsversuchen Japans durch die Mongolen scheiterte.
- 1279: Kublai Khan schloss die Eroberung des südlichen Song-Chinas ab und beherrschte weite Teile Ostasiens.
- 1291: Mit der Eroberung Akkons durch die ägyptischen Mamluken endeten die Orientkreuzzüge.

## Persönlichkeiten

### Europa
- Kaiser Friedrich II. regierte mit modernen Herrschaftsansätzen und gewährte den Fürsten des Reiches erheblich mehr Eigenständigkeit.
- König Ludwig IX. führte Frankreich zum führenden Reich in Westeuropa.
- Franz von Assisi gründete den Bettelorden der Franziskaner.
- Innozenz III. war der mächtigste Papst des Mittelalters. Er stärkte die Amtsstruktur der Kirche und erkannte den Franziskanerorden an.
- Albertus Magnus war einer der bedeutendsten Vertreter der Hochscholastik und Universalgelehrter.
- Bonaventura stärkte den Franziskanerorden und vermittelte im Armutsstreit.
- Elisabeth von Thüringen war eine aufgrund ihrer Mildtätigkeit sehr populäre Heilige.
- Thomas von Aquin ist einer der bedeutendsten Kirchenlehrer der römisch-katholischen Kirche, der sich in seinem Werk dem Verhältnis von Glauben und Vernunft widmete.

### Afrika und Asien
- Baibars al-Bunduqdari begründete die ägyptische Mamlukenherrschaft. Mit seinem Sieg über die Mongolen verhinderte er deren weitere Expansion im Nahen Osten.
- Sundiata Keïta eroberte große Teile Westafrikas und gründete das Malireich.
- Dschingis Khan gründete das Mongolische Reich, das in diesem Jahrhundert das größte Landreich der Weltgeschichte wurde.
- Kublai Khan eroberte alle Reiche mit chinesischer Kultur und begründete die Yuan-Dynastie.